# Суслов, Владимир Дмитриевич
Владимир Дмитриевич Суслов — главный конструктор ОКБ «Электроавтоматика», лауреат Государственной премии СССР.
Родился 14 мая 1936 года.
Окончил Северо-Западный заочный политехнический институт (1973).
С 6 августа 1955 года работал в ОКБ «Электроавтоматика», последняя должность — главный конструктор, председатель экспертного совета.
Специалист в области разработки авиационной бортовой индикации. Руководитель разработки систем единой индикации самолетов МиГ-29, МиГ-29УБ, МиГ-29М, МиГ-29К, Су-27, Су-27М, Су-27УБ, Су-25Т, Ан-70, вертолетов Ка-50, космической станции «Буран».
С 1996 г. доцент базовой кафедры машинного проектирования бортовой электронно-вычислительной аппаратуры НИУ ИТМО при ОКБ «Электроавтоматика». Автор около 100 публикаций, 36 изобретений.
Лауреат Государственной премии СССР. Почётный авиастроитель. Награждён орденами «Знак Почёта» и Дружбы (1996).